# Championnat du Nicaragua de football 1991
Navigation
Saison précédente Saison suivante
La Primera División 1991 est la quarante-huitième édition de la première division nicaraguayenne.
Lors de ce tournoi, l'América Managua a tenté de conserver son titre de champion du Nicaragua face aux meilleurs clubs nicaraguayens.
Seulement deux places étaient qualificatives pour la Coupe des champions de la CONCACAF et une seule autre pour la Coupe des vainqueurs de coupe de la CONCACAF.

## Compétition

### Finale
|  | Real Estelí FC  | 1:1 (a.p.) | Diriangén FC   | Stade de l'Indépendance |  |
|  | Buteur inconnu  |            | Buteur inconnu |                         |  |
|  | Tirs au but 7:6 |            |                |                         |  |

## Bilan du tournoi
| Tableau d'Honneur |                |
| Compétition       | Vainqueur      |
| Primera División  | Real Estelí FC |
| Copa de Nicaragua | Real Estelí FC |

| Qualifications continentales 1991-1992       |                             |
| Coupe des champions de la CONCACAF           | Qualifiés                   |
| Deuxième tour de qualification               | Real Estelí FC Diriangén FC |
| Coupe des vainqueurs de coupe de la CONCACAF | Qualifiés                   |
| Premier tour de qualification                | Real Estelí FC              |

| Promotions et relégations   |         |
| Relégué en Segunda División | Inconnu |
| Promu de Segunda División   | Inconnu |